# プレイヤー (バンド)
プレイヤー（Player）は、1970年代終わりごろから活躍した、アメリカのロック・バンド。
1977年のシングル曲「ベイビー・カム・バック」は、ビルボードのチャートで1978年1月に3週連続の全米1位を獲得している。続くシングル「恋のプリズナー」もチャート・インを果たした。以後、グループはデニス・ランバート&ブライアン・ポッターのプロデュースで、アルバムを発表したりしている。
現在のメンバーはピーター・ベケット（ボーカル）、ロン・モス（ベース）、ロブ・マス（ギター）、ジョン・スター（キーボード）、ジミー・カーネリ（ドラム）。2013年に「Man on Fire」を収録したニュー・アルバム『トゥー・メニー・リーズンズ』をフロンティアーズ・レコードから発表、日本盤も発売された。ヨーロッパでの人気に加え、2014年に全豪ツアーを行うなど、アメリカ国内外に根強いファンがいる。人気ソープオペラ『ジェネラル・ホスピタル』のスペシャル回にはサプライズ出演をし、「Baby Come Back」を演奏し話題となった。

## ディスコグラフィ

### スタジオ・アルバム
- 『ベイビー・カム・バック』 - Player (1977年)
- 『デンジャー・ゾーン』 - Danger Zone (1978年)
- 『ルーム・ウィズ・ア・ヴュー』 - Room with a View (1980年)
- 『スパイズ・オブ・ライフ』 - Spies of Life (1981年)
- 『エレクトリック・シャドウ』 - Electric Shadow (日本) / Lost in Reality (アメリカ) (1995年/1996年)
- 『トゥー・メニー・リーズンズ』 - Too Many Reasons (2013年)

### コンピレーション・アルバム
- Baby Come Back (1978年)
- 『ベイビー・カム・バック』 - Best of Player (1990年)
- The Best of Player – Baby Come Back (1998年)

### シングル
- 「ベイビー・カム・バック」 - "Baby Come Back" (1977年)
- 「今こそ愛のとき」 - "This Time I'm in It for Love" (1977年)
- "I Just Wanna Be With You" (1978年)
- 「恋のプリズナー」 - "Prisoner of Your Love" (1978年)
- "Silver Lining" (1978年)
- "It's for You" (1980年)
- "Givin' It All" (1980年)
- "Room With A View" (1980年)
- "If Looks Could Kill" (1981年)
- "I'd Rather Be Gone" (1982年)
- "Thank You For The Use Of Your Love" (1982年)
- "It Only Hurts When I Breathe" (1982年)